# Saavedra (Chile)
Saavedra, también llamada Puerto Saavedra, es una comuna de la provincia de Cautín en la región de La Araucanía, en la zona sur de Chile.
Integra el Distrito Electoral N.º 23 y pertenece a 11.ª Circunscripción Senatorial (Araucanía). Es representada en la Cámara de Diputados del Congreso Nacional por los diputados René Saffirio (Ind.), Andrés Molina (Evópoli), Sebastián Álvarez (Evópoli), René Manuel García (RN), Miguel Mellado (RN), Ricardo Celis (PPD) y Fernando Meza (Ind.). A su vez, es representada en el Senado por los senadores Felipe Kast (Evopolí), Carmen Gloria (Ind.), José García (RN), Francisco Huenchumilla (DC) y Jaime Quintana (PPD).

## Historia

### La misión y fundación

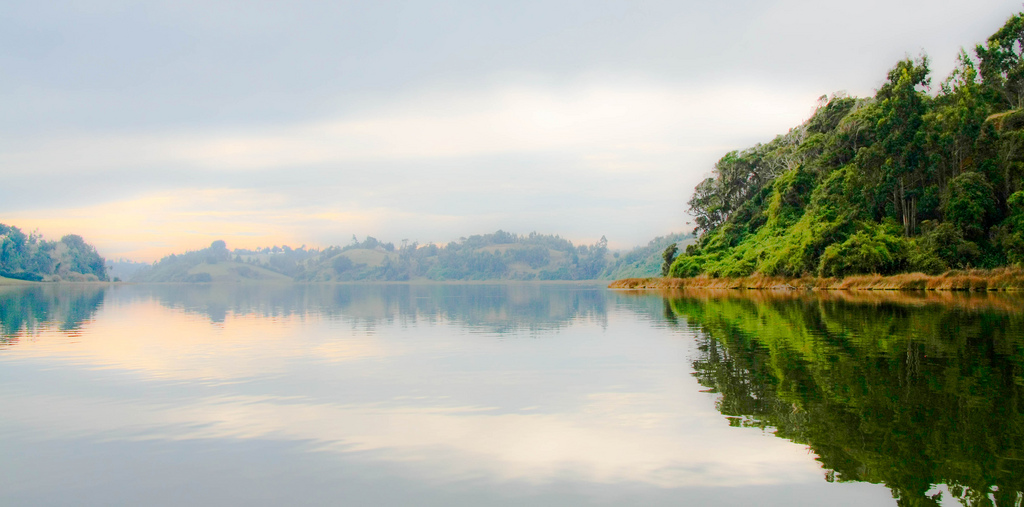
Vista del Lago Budi desde las cercanías de Puerto Domínguez

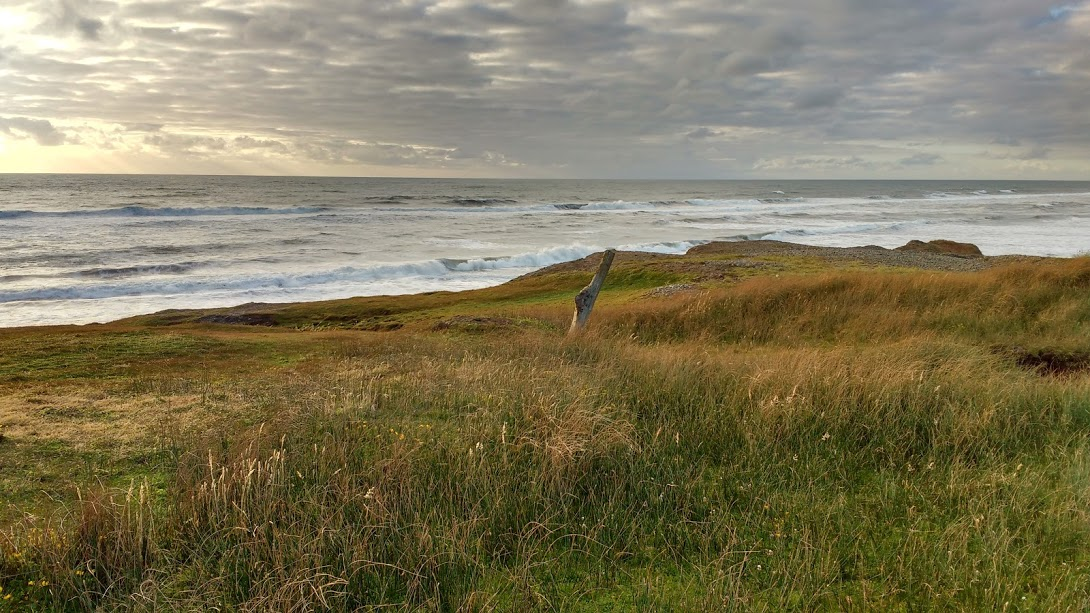
En la comuna de Puerto Saavedra, el litoral costero se presenta en forma de acantilados debido a la erosión marina

Puerto Saavedra era conocido originalmente como "Konün Traytrayko leufu" (del mapudungun, “el río que corre cantando” o “la melodía que hace el río cuando suena”), en relación con su emplazamiento frente a la desembocadura del río Imperial (Traytrayko leufu).
Posteriormente, tras la llegada de los españoles y chilenos, pasó a tener diversas denominaciones tras ciertos hechos que ocurrieron en estas tierras. Es así como se señala que, en el año 1852 se formaron los primeros caseríos en esta localidad, denominándose como "La Misión" tras la usurpación de colonos chilenos acompañada por la instalación de la primera Misión Capuchina en el año 1859, la cual fue incendiada en 1867 por una rebelión mapuche. Posteriormente se concreta su reconstrucción en 1881, que tras un Decreto Supremo se funda como Bajo Imperial, en referencia y cercanía a La Imperial, que luego se denominaría Carahue. No obstante, Puerto Saavedra se funda como tal en 1885 siendo parte del Departamento de Imperial como la 3.ª subdelegación de Misiones. Posteriormente en el año 1906 pasará a llamarse Saavedra, nombre que posee hasta el día de hoy. Los primeros colonos que tuvo esta comuna, llegaron desde el Fuerte Toltén y Cañete, los que fueron traídos en ese entonces por Cornelio Saavedra, dentro de las acciones que comprendía la mal llamada “Pacificación de la Araucanía”. El 22 se septiembre de 1865 el supremo Gobierno le encarga la defensa de la costa desde el Bio-Bio a Valdivia de los posibles ataques de la cuadra española, defensa que asume con el cargo de comandante general de Armas de Arauco y de Lautaro. Los soldados de Lebu pudieron acudir en ayuda de los "aborígenes amigos", fundando el fuerte de esa caleta entre el Imperial y Lebu, lo que significó la posibilidad de avanzar por la costa sur de La Araucanía. Además, por la costa dispone a sus órdenes los Vapores Ancud y el Maule (hundido en la desembocadura frente al cerro que hoy lleva su nombre), y el Fósforo con lo que explora el río Imperial. Las instrucciones detalladas que le da el ministro de Guerra, don Federico Errázuriz decía “Una vez practicado el reconocimiento hidrográfico dará Ud. Principio a los trabajos de las obras de defensa y cuarteles en Queule y Toltén, continuando con la ocupación de imperial (bajo Imperial, actual Puerto Saavedra.), si es que resultase la Barra de este Río de fácil acceso a las comunicaciones con el Mar”. Se le recomienda además la manera más conveniente de ocupar el valle central, debía mandar agentes por todo el territorio Araucano. Anotando la población aproximada de cada tribu, paso a paso.
Al ser esta una zona con un población importante de comunidades mapuches, se instalaron misiones Capuchinas con el objetivo de educar a los indígenas y acabar con la vida “licenciosa y pagana” que ahí se llevaba; “La iglesia fue educando, se fueron haciendo iglesias en los campos y haciendo misa, allá por Huapi hay iglesia, acá en el Alma hay iglesia, aquí en Oñoico, en todas esas partes ya hay iglesias, entonces ya va educando más la gente, entrando la masa en familia, que antes la gente no se juntaba mucho”. Un claro ejemplo de este afán evangelizador lo constituía el colegio perteneciente a la Iglesia Católica, llamado Stella Maris, dicha escuela, estaba destinada esencialmente a los jóvenes mapuches y se les entregaba una educación orientada hacia el tema agrícola, además de inculcarles la religión católica y las costumbres wingkas (personas no mapuche). Para que los mapuches de sectores rurales pudiesen asistir a la escuela, ésta contaba con sistema de internado, que permitía a los jóvenes permanecer toda la semana en Puerto Saavedra, bajo la vigilancia de los sacerdotes y durante los fines de semana se iban a sus hogares en el campo. En seguida me llevaron a la casa donde se lee y escribe; escuela se llama. El libro en que se aprenden las primeras letras (el silabario) solo me lo entregaron unos dos días después. Uno de los recién llegados capuchinos bávaros, el P. Félix José Kathan de Augusta, apreció inmediatamente la situación, y apenas instalado en su puesto misional, inició todo un programa de preparación de obras orientadas a facilitar a sus co-hermanos el aprendizaje del mapudungun y el ejercicio de la evangelización en vernáculo. Algunos de los hechos más relevantes ocurridos durante el proceso de Misión y la colonización de la comuna mejor para destacar los naufragios. Como el de la Fragata Francesa Rosa que se hundió el año 1833 y posteriormente el naufragio del Bergantín Joven Daniel que ocurrió el año 1849, siendo uno de los mayor importancia, por la desaparición de personas de la “Sociedad valdiviana” de ese entonces. De este último hundimiento, surge además la historia acerca del mestizaje que se habría producido, ya que las mujeres que ahí viajaban habrían sido supuestamente secuestradas por los mapuches y llevadas a sus comunidades, “las señoras que habían salido vivas, fueron llevadas a Boroa, según se dice. Allí ellas se acostumbraron de modo que cuando más tarde sus parientes vinieron a llevarlas, no quisieron irse; quedaron viviendo con los indígenas”.
Según Jaime Flores (profesor de historia de la Universidad de la Frontera), se refirió a esta "suerte" que corrió el actual territorio: "A nivel general de la región, la historia contemporánea de La Araucanía, comienza con un hito clave que podría ser en 1850; que es la creación de la misión, en lo que es hoy Puerto Saavedra, en 1850. Ese es el punto de partida de La Araucanía moderna".

### Los colonos y el puerto fluvial
En el período de la colonización nacional en el territorio de la frontera, período que comienza con la fundación de Angol en 1862 y continúa con el establecimiento de Toltén, Collipulli, Traiguén, Victoria, Temuco, y finalmente Villarrica en 1883. En un primer momento estos enclaves cumplieron una función militar de avance y contención de la resistencia mapuche, para transformarse en los centros de la colonización de la fértil campiña regional. Se establecieron así haciendas destinadas principalmente al cultivo del trigo que dio la fama de granero del Chile a las provincias de Malleco y Cautín, y la instalación de aserraderos para la explotación de las nobles maderas de bosques. La actividad económica se vinculó con la exportación de los productos regionales de los centros poblacionales de Chile central, el Norte salitrero y el mercado europeo. Para ello se habilitó el puerto de Carahue y Puerto Saavedra y se extendió la línea férrea hasta los últimos confines de la Araucanía.
Por decreto del 27 de abril de 1894, la comuna de Carahue fue denominada Bajo Imperial, por decreto de Jorge Montt.
En 1897 el ministro de colonización Don Aniceto Vergara, ordena levantar un nuevo plano de la población de Bajo Imperial, Pto. Saavedra, debido a que los vecinos han edificado sus casas sin tener en consideración el plano aprobado por el Supremo Gobierno en sitios reservados para otros, fines entre ellos un Puerto que ocuparía toda la zona aledaña a la orilla del río Imperial.
Por otro lado, durante la colonización del sector, en especial la de Puerto Domínguez, se llevó a cabo a través de la “Sociedad Colonizadora del Budi”, la cual comenzó a gestarse el año 1902 y se encontraba a cargo de don Eleuterio Domínguez. El propósito de crear dicha instalación era traer 300 familias españolas (de las cuales solo llegaron 88) las que debían hacerse cargo de la explotación comercial de 42 mil hectáreas, las que se trabajaron principalmente con la madera. Los colonos llegados, contaban con subsidios estatales como lo eran la entrega de 75 hectáreas de tierra, más animales y herramientas para el cultivo de sus terrenos y la crianza de sus animales; además de una cierta cantidad de dinero durante los primeros tres años de estadía.

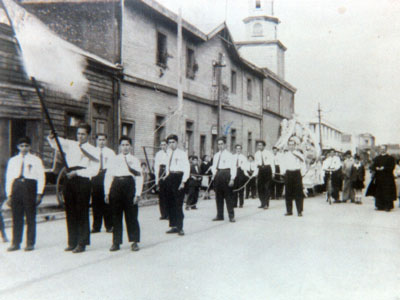
Desfile en Puerto Saavedra, frente a exparroquia

La colonia, contaba con una serie de servicios, así como también con su propio dinero, canjeable dentro de los negocios existentes dentro de esta. En el año 1914, esta sociedad cambió de dueños y pasó a manos de la familia Alessandri, junto con esto cambió su nombre y comenzó a llamarse “Sociedad Agrícola del Budi”, otro cambio que se produjo fue que a los colonos se les entregaron tierras en lo que era el pueblo, formándose por tanto la ocupación de Puerto Domínguez, por otra parte, en esta nueva sociedad, se tendrá como gerente a don José Duhalde, personaje del cual aún se poseen recuerdos dentro de la población, dado el trato que daba a sus trabajadores, además por ser una de las familias más adineradas del lugar y contar hasta hoy en día con el mayor mausoleo existente en el cementerio de la comuna.
La historia de esta familia de colonos (Duhalde) no fue para nada armónica, y más bien lo que se recuerda son los abusos que estos cometían con sus trabajadores; “los gringos más ricos que eran aquí en el pueblo, tenían todas esas vegas, eran dueños ellos; eran muy malos esos gringos con los trabajadores (…) esos iban y le cobraban, él llegaba y le decía a un mozo, ya anda a sacarte a este y llévatelo y préndele fuego a la caldera y los quemaba, los quemaba vivos ahí y no les pagaba; ese gringo hacía muchas cosas (…) ellos eran reyes y señores aquí en este pueblo, ellos tenían el mando de todo el pueblo y hacían lo que ellos querían, fueron los más importantes de este pueblo."

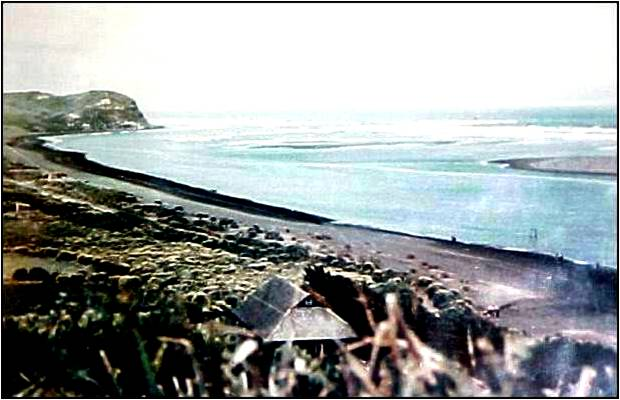
Desembocadura río Imperial frente a cerro Maule, antes de 1960

A finales del siglo IX y principios del siglo XX la localidad se transforma en un activo puerto fluvial, destinado principalmente a embarcar buena parte de la producción agrícola de la zona. Puerto Saavedra tuvo un gran sueño de grandeza cuando la navegación comercial lo convirtió en un lugar preferente para cargar trigo y harina traída desde Carahue entre 1887 a 1949. La actividad portuaria y de transporte fluvial era intensa, había optimismo y capital para avanzar en el desarrollo de este. Los vapores eran barcos utilizados como medio de locomoción, así como también para transportar productos para la venta hacia las ciudades cercanas. Los vapores tenían un recorrido que iba desde Carahue hasta Puerto Saavedra, esto a través de la navegación del Río Imperial, pasando por los poblados de Tranapuente y Nehuentúe.
Existía también una destacable actividad pesquera, incluso llegando a poseer una importante industria conservera de mariscos, como la Winter y Cía. que en 1914 enlataba corvina, lisa y machas al natural. Este período de mayor desarrollo dura hasta mediados de siglo XIX, donde la hegemonía del Puerto de Corral, poco más al sur, va desplazando el puerto de la ciudad. Es solo el comienzo de la decadencia económica de la comuna.

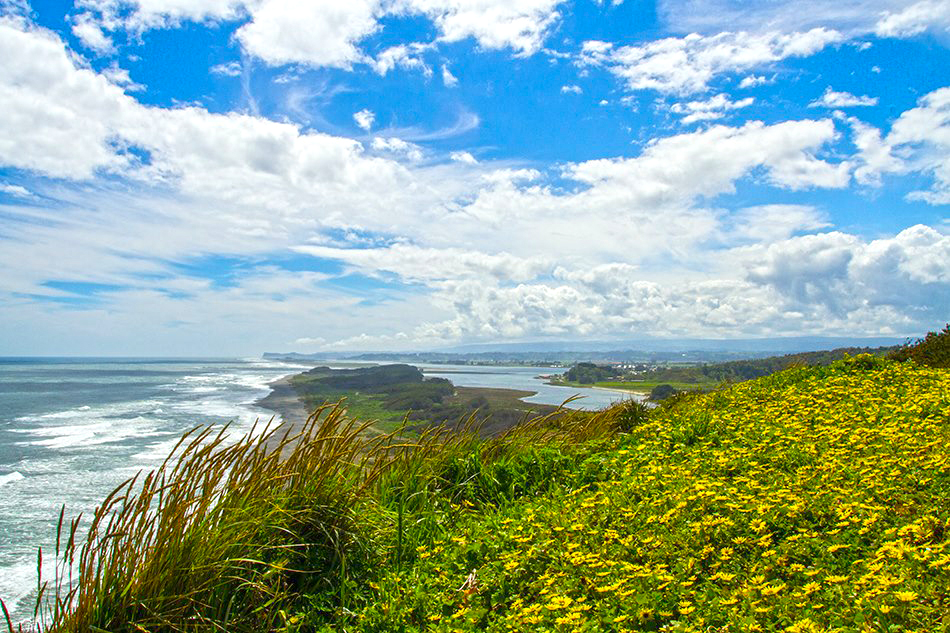
Vista cerro Maule de Pto. Saavedra

Según el documentos de la antigua Gobernación de Imperial, el primer alcalde de Puerto Saavedra fue Don Rudecindo R. Herrera. Le sucedió en este cargo, los siguientes señores: Francisco Cárcamo, José Laurie, Ceferino Gonzáles, Alejandro Federiksen, Pedro Aguayo, Juan Rico, Martín Viscar y el señor Simón de Miguel Ortega. Posteriormente con la suspensión de la elección de alcaldes locales, se nombraban Juntas de Vocales que administraban el municipio. En 1924, integraban tal JJ.VV el señor Guillermo Standen, el otro puesto de Vocal quedó vacante por la renuncia del Señor Rudecindo R.Herrera.
En 1924 las principales autoridades de la región, redactan un anteproyecto, que pretenden transformar a Pto. Saavedra en un Puerto Mayor; y juntos con ellos realizar los estudios definitivos para la creación de un ferrocarril trasandino, lo que beneficiará económicamente a toda la región. Para eso se edita un folleto en la imprenta Ceres de Temuco que divulga este sueño de los habitantes de la región.
La creación de la Municipalidad de Bajo Imperial el 5 de junio de 1924, cuyo primeros alcaldes fueron Don Guillermo Kother, Lorenzo Henríquez y Carlos Thieme. Regidores: Don José M. González, Alejandro Helzapfel, Rosendo Paillalef, Alberto Mackay, Alcides Rico. J. Secretario: Don Roberto Gonzáles, Tesorero: Don Alejandro Berton, Comandante de Policía: Luis Caballero Vecinos, Oficial civil jefe telégrafo y juez de paz: Sr. Gumercindo Carrillo Lomboy, Recomendables: Sres. Hilario Viguera, Enrique Greve, Carlos Thieme, Alcides Rico y Macedonio Briones.
El 26 de marzo de 1927 en Puerto Saavedra figuran 8 miembros del municipio por el fallecimiento del primer alcalde Don Pablo Lafurcade, el 30 de marzo de 1927 la Junta de Vecinos propone la siguiente nómina: Alcides Rico, Macedonio Briones, Carlos Thieme, Enrique Greve y Hilario Vigueras.
En el mes de julio de 1929 se nombra como alcalde de la comuna de Miguel Ortega, inmediatamente se trazó un programa de trabajo, habiendo desarrollado una labor efectiva en bien de adelanto del pueblo, entre las principales obras que se realizaron durante su administración podemos citar lo siguiente: reorganización de las oficinas y de los distintos Servicios Municipales, funcionando todos ellos en un mismo local.
La biblioteca municipal fue fundada el 1° de enero de 1915 por el poeta Augusto Winter, constituyendo un legítimo orgullo del Pueblo, por ser la Primera Biblioteca Pública Municipal de Chile. La vorágine de la policial local de año 1921 dio remate a esta bella Obra Cultural, arrebatándola de manos de su fundador y destruyéndose parcialmente en distintos poderes, con la consiguiente disminución de sus volúmenes. El señor Alcalde dedicó especial atención a reorganizar este importante servicio, nombrando bibliotecarios, adquiriendo nuevos libros y subscribiéndose a los Diarios y Revistas Nacionales, Esta funcionaba en el local de los demás servicios municipales donde acudían diariamente un buen número de lectores en busca de informaciones de libros u otros.

### Terremoto y maremoto
Sin duda, el hecho de mayor trascendencia en Puerto Saavedra, fue la ocurrencia del terremoto y maremoto del año 1960. Dicho suceso aún se encuentra vigente dentro de los recuerdos de sus habitantes, siendo común poder oír comentarios que hacen alusión a como era el pueblo antes de que se produjera la “salida del mar”, ya que tras la ocurrencia de dicha catástrofe, se produjeron grandes cambios dados los niveles de destrucción alcanzados, hasta entonces, Puerto Saavedra se emplazaba como un pueblo que contaba con gran cantidad de servicios tales como Banco Estado, Correos de Chile, Juzgado del Crimen, Hospital, además de grandes tiendas comerciales con todo tipo de productos, hoteles, existiendo inclusive fábricas de elaboración de conservas y otros.
Primero fueron unos temblores, vinieron tres temblores, uno a las 6 de la mañana, el otro como a las dos de la tarde y el grande que salió el mar a las tres y tanto (…) así desesperados llegábamos a gritar, toda la gente lloraba, a cada rato temblaba y se abría la tierra…las casas quedaron aquí por toda esta orilla de los cerros…
Los temblores comenzaron el día 19 de mayo de dicho año, sin embargo, la salida de mar producto del terremoto solo se produjo el día 21 de mayo en la madrugada; la gente frente a lo que estaba sucediendo comenzó a arrancar hacia los cerros, huyendo especialmente hacia el cerro Stella Maris, en casa del matrimonio Carrillo Oyarce donde don Julio y Juanita organizaban las ollas comunes y proporcionaron todo lo que a mano tenían para leña y alimentos , fue el gran refugio del pueblo en ese momento ya que fue una de las únicas casas que salvaron del maremoto .lugar en que se encuentra el cementerio de Puerto Saavedra; todos quienes ahí llegaban comenzaban a organizarse y realizar ollas comunes para poder alimentarse, con el transcurso del tiempo y al poder observar las dimensiones que alcanzó el maremoto, las personas fueron trasladadas a albergues que se crearon en Carahue y Nueva Imperial; asimismo, una vez que se calmó la situación se instaló en el pueblo el Regimiento Tucapel, el cual estaba encargado del orden y de controlar el acceso de la gente al pueblo, para evitar así los saqueos; por supuestos quienes eran más vigilados, eran los campesinos que iban al pueblo.

### Sacrificio humano
Otro hecho que se encuentra en la memoria de las personas es el sacrificio que se produjo en el lago Budi. Producto del temor que les causó el terremoto y el maremoto, y como forma de calmar a la naturaleza, los mapuches decidieron realizar un sacrificio humano, entregando al mar el cuerpo de un niño de la zona; dicho sacrificio se realizó en el Cerro La Mesa.

Cuando hubo terremoto, no hallaron la gente pa' dónde cortar, cerrito por cerrito, cerrito por cerrito, y ese donde sacrificaron al niño, ese cerro se salvó, quedó, tiene otro nombre pero es más conocido como cerro La Mesa. Ahí mataron al niño, le sacaron la cabecita, el niño pedía dicen, pero yo no escuché muy bien, yo me arranqué, decía «para qué me van a matar si yo te sirvo abuelo, a mí no me puede matar, toma a un cordero para sacrificar», llegó el otro y le cortó el brazo y como todavía saltaba su cabecita, al pobrecito lo tiraron al mar; pero no voy a mentir, como que la mar se contuvo, se sujetó...

### Decadencia y olvido

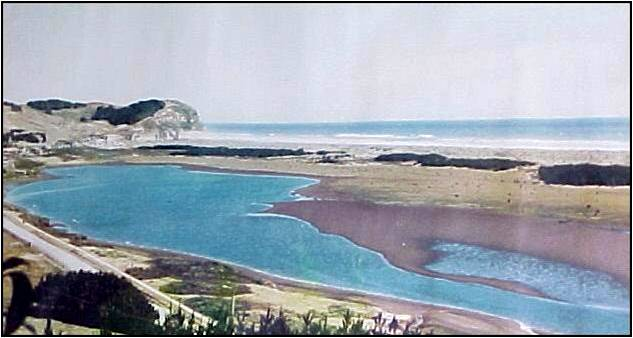
Laguna Imperial, al cambiar de posición la desembocadura del río posterior al maremoto de 1960

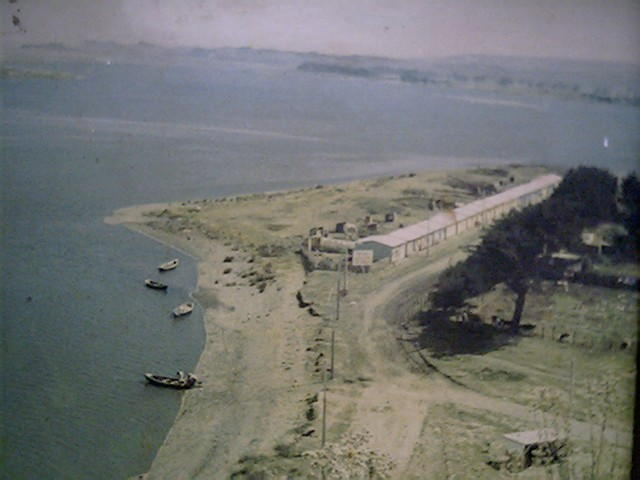
Caleta El Huilque y población la rivera

La comuna tardó muchos años en recuperar su población. Sin duda esta tragedia marcó la historia de sus habitantes, dejando un antes y un después del maremoto. Sobre todo por los efectos posteriores, donde la actividad portuaria desapareció a medida que toneladas de sedimentos del Río Imperial, que era la ruta fluvial desde el interior, se fueron depositando en su bahía, hasta hacerla innavegable para buques de gran calado y terminó el proceso con el violento fenómeno telúrico que dejó huellas aún visibles en su territorio, como el cambio de cauce del río Imperial y su desembocadura al océano Pacífico. La ciudad de Puerto Saavedra ha tardado años en recuperar completamente su infraestructura y sus servicios anteriores al terremoto y maremoto. Después de décadas del desastre la ciudad lentamente fue renaciendo gracias al tesón de sus antiguos habitantes y muchos otros que han llegado a ella, principalmente de las ciudades vecinas de Carahue y Nueva Imperial.
Otro de los hechos relvantes en su historia, y tal como ocurrió en todas partes del país, fue el golpe de Estado de 1973, que no fue indiferente para la población de Puerto Saavedra. Aquí, al igual como se repitió en diversos lugares, tropas del Ejército Chileno llegaron en busca de gente acusada de «tomarse los fundos» y por el terrorismo.

### Desarrollo y esperanza
Luego del retorno a la democracia, en 1989, la comuna comienza a tomar las riendas de su propio desarrollo, generando el "Plan de la Superación de la Pobreza" a través de la Gobernación Provincial de Cautín. Los ciudadanos comienzan a planificar su futuro con importantes obras públicas que hoy son una realidad.
Principales obras emblemáticas de desarrollo:
1. Pavimentación de la Ruta S-40 "Carahue-Pto. Saavedra".
2. Construcción nuevo Hospital Arturo Hillers Larrañaga.
3. Alcantarillado y planta de tratamiento de aguas servidas.
4. Construcción de muro de defensa en la laguna Imperial.
5. Pavimentación Carahue-Pto. Domínguez.

## Medio ambiente

### Geomorfología y componentes abióticos

Trazado simplificado de los ecosistemas y cuerpos de agua presentes en la comuna de Saavedra.

La comuna de Saavedra se encuentra emplazada en la unidad geomorfológica de Planicie marina o fluviomarina; y presenta según la clasificación climática de Köppen clima mediterráneo de lluvia invernal e influencia costera (Csb (i)). Esta además se halla entre las cuencas hidrográficas de río Budi y río Imperial. Además, la comuna posee diversos cuerpos de agua, entre los que se destacan el lago Budi; y río Imperial.

### Componentes bióticos
Dentro del territorio de la comuna se pueden hallar los siguientes ecosistemas:
- Bosque caducifolio mediterráneo donde predominan Nothofagus obliqua y Persea lingue (En peligro crítico)
- Bosque caducifolio templado donde predominan Nothofagus obliqua y Laurelia sempervirens (En peligro)

### Medidas de protección ambiental y conflictos socioambientales
Hasta 2022, la comuna de Saavedra cuenta con un área territorial destinada a la protección ambiental:
- lago Budi (Sitios Ley 19.300)[11]

## Administración

### Municipalidad
La Municipalidad de Saavedra para el periodo 2024-2028 es dirigida por el alcalde Ricardo Roberto Tripainao Calfulaf (Independiente) y el concejo municipal conformado por los concejales:
- Cecilia Margot Santibáñez Curifuta (IND - Chile Digno Verde y Soberano)
- Jéssica Paola Ríos Hernández (Partido Regionalista Independiente Demócrata)
- Gioconda Ema Del Pilar Espejo Espejo (Renovación Nacional)
- Cristian Rodrigo Suazo Alarcón (IND - Unidad Por el Apruebo PS PPD e IND)
- Enrri Bañares Alarcón (IND - Unidad Por el Apruebo PS PPD e IND)
- Juan Héctor Pavez Cortés (Partido Demócrata Cristiano)

#### Costa Araucanía

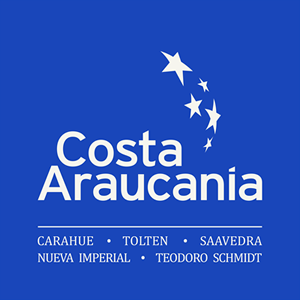
logotipo de asociación de municipios costa araucania

Desde el 27 de noviembre de 2014, las comunas de Carahue, Saavedra, Nueva Imperial, Teodoro Schmidt y Toltén, formaron la Asociación de Municipios Costa Araucanía (AMCA) con el propósito de trabajar mancomunadamente, aumentar la inversión pública y privada y promover una identidad a territorial común.

### Representación parlamentaria
Saavedra forma parte de la Circunscripción Senatorial XI y del Distrito Electoral 23. Es representada en la Cámara de Diputados del Congreso Nacional por los siguientes diputados:
- Miguel Alejandro Mellado Suazo (Renovación Nacional)
- Miguel Ángel Becker Alvear (Renovación Nacional)
- Henry Leal Bizama (Unión Demócrata Independiente)
- Andrés Jouannet Valderrama (IND - Partido Radical)
- Stephan Herbert Schubert Rubio (IND - Partido Republicano de Chile)
- Mauricio Antonio Ojeda Rebolledo (IND - Partido Republicano de Chile)
- Ericka Ñanco Vásquez (Revolución Democrática)

En el Senado, la representan:
- Felipe Kast Sommerhoff (Evópoli)
- Francisco Huenchumilla Jaramillo (PDC)
- Jaime Quintana Leal (PPD)
- José García Ruminot (RN)
- Carmen Gloria Aravena Acuña (Evópoli)

## Economía
En 2018, la cantidad de empresas registradas en Saavedra fue de 97. El Índice de Complejidad Económica (ECI) en el mismo año fue de -0,66, mientras que las actividades económicas con mayor índice de Ventaja Comparativa Revelada (RCA) fueron grandes establecimientos de venta de alimentos, Hipermercados (62,99), Almacenes Medianos para Venta de Alimentos, Supermercados y Minimarkets (59,96) y Almacenes Pequeños para Venta de Alimentos (51,56).
La nueva actividad que está ganando el papel principal de la economía comunal, siendo el fuerte de la temporada estival por sus centros gastronómicos, además de los variados paradores y sectores turísticos.

## Cultura
La comuna de Saavedra celebra varias festividades que reflejan su rica herencia cultural. Una de las principales es la festividad católica de San Sebastián, que se realiza el 20 de enero en la Parroquia Sagrado Corazón de Puerto Saavedra. También, durante la primera semana de febrero, se lleva a cabo la feria costumbrista de la costa, donde se destacan el festival de la voz y la feria agropecuaria.
El pueblo mapuche celebra el Wetripantu, el año nuevo mapuche, durante la semana del 24 de junio, una ocasión en que se conmemora la renovación de las energías cósmicas. Además, el 5 de diciembre se celebra el aniversario de Puerto Saavedra, con actividades que involucran a toda la comunidad.

## Lugares de interés
- Terminal Pesquero: Ubicado a los pies del Cerro Huilque, es un espacio donde los turistas pueden interactuar con los pescadores locales y adquirir productos frescos del mar y el río, como pejerreyes, róbalos y choros maltones.
- Mirador y Playa Maule: Esta playa extensa, situada al pie del cerro Maule, ofrece una variada oferta gastronómica y hotelera. Desde el cerro Choñi, se puede observar el Océano Pacífico, los ríos Moncul e Imperial, y la Isla Mocha.
- Balneario Los Pinos - Laguna Imperial: Este balneario es conocido por sus tranquilas aguas y es ideal para actividades como velerismo, kayak y paseos en bote.
- Boca Budi: Este balneario natural se caracteriza por sus aguas cálidas y salobres del Lago Budi, y cuenta con servicios turísticos disponibles durante todo el año.
- Playa Puaucho: Ideal para la pesca de lenguado y campeonatos de pesca de orilla. Sus extensas playas y dunas ofrecen un entorno perfecto para desconectarse y disfrutar de la naturaleza.
- Isla Llepo: Situada en el Lago Budi, es un lugar de retiro que ofrece vistas espectaculares. Se puede acceder a través de bote o catamarán, y se pueden realizar actividades como pesca tradicional, paseos en bote y visitas a la radio comunitaria.
- Puerto Domínguez: Fundado en 1902, este pueblo es conocido por su tranquilidad y sus esculturas monumentales de madera. Es el punto de embarque hacia las islas cercanas y cuenta con paisajes que invitan al contacto con la naturaleza.
- Lago Budi: Este lago salobre es un refugio natural de flora y fauna, habitado por el pueblo Mapuche Lafkenche. Ofrece oportunidades para practicar bird-watching y actividades culturales como excursiones a caballo, conocer la artesanía local y participar en juegos tradicionales mapuches.

## Medios de comunicación

### Puerto Saavedra

#### Radioemisoras
- 90.1 - Radio Mirador
- 90.9 - Radio Mirador
- 91.5 - Radio Universal
- 93.3 - Radio Edelweiss
- 96.3 - Nueva Radio Extrema FM
- 97.5 - Jhona FM
- 98.3 - Werken Kurruf
- 100.5 - Radio Nuevo Tiempo
- 102.7 - Radio 102.7 FM
- 104.1 - Radio Armonía
- 106.1 - Radio Edelweiss
- 106.7 - Radio Ilusión
- 107.9 - Radio La Voz del Budi

#### Televisión
- 8.1 - Canal 8 HD
- 10.1 - TVN HD

### Televisión
- 9.1 - TVN HD
- 11.1 - Mega HD
- 13.1 - Canal 13 HD